# Рене Баллерт
Рене Баллерт (нім. Rene Ballert; 3 березня 1920, Тільзіт — 20 листопада 1985) — німецький офіцер-підводник, оберлейтенант-цур-зее крігсмаріне.

## Біографія
1 грудня 1939 року вступив на флот. З 25 квітня 1942 року — 2-й, з 10 травня 1943 року — 1-й вахтовий офіцер на підводному човні U-518. 16-31 грудня 1943 року пройшов курс позиціонування (радіовимірювання), з 1 січня по 15 лютого 1944 року — командир командира човна. З лютого 1944 по 2 травня 1945 року — командир U-1196. В травні був взятий в полон британськими військами. 20 серпня 1945 року звільнений.

## Звання
- Кандидат в офіцери (1 грудня 1939)
- Морський кадет (1 травня 1940)
- Фенріх-цур-зее (1 листопада 1940)
- Оберфенріх-цур-зее (1 листопада 1941)
- Лейтенант-цур-зее (1 квітня 1942)
- Оберлейтенант-цур-зее (1 грудня 1943)

## Нагороди
- Нагрудний знак мінних тральщиків (1 лютого 1941)
- Нагрудний знак підводника (19 грудня 1942)
- Залізний хрест
  - 2-го класу (19 грудня 1942)
  - 1-го класу (4 грудня 1943)
- Фронтова планка підводника в бронзі (22 жовтня 1944)